# Синявець арктичний
Синявець арктичний, синявець скельний (Agriades glandon) — вид денних метеликів родини синявцевих (Lycaenidae).

## Поширення
Вид поширений у Північній Європі, Північній Азії та Північній Америці. Крім того, в Європі є реліктові популяції на Піренеях та Альпах. У Північній Америці трапляється у тундрі на півночі континенту, а також вздовж Скелястих гір до півночі Мексики.

## Опис
Довжина переднього крила 10-14 мм. Крила самців зверху синювато-сталевого кольору, у самиць - бурі з білими плямами. Малюнок нижнього боку задніх крил утворений численними білими плямами різної форми, з чорними крапками і без них.

## Біологія
Метелик літає з середини травня до вересня залежно від місця розташування. Личинки живляться листям різних видів астрагала, переломника, сольданели, діапензії лапландської, чорниці і ломикамня.

## Підвиди
Таксон містить такі підвиди:
- A. g. glandon (de Prunner, 1798) (Піренеї, Альпи)
- A. g. aquilo (Boisduval, 1832) (Арктична Європа та Арктична Канада)
- A. g. franklinii (Curtis, 1835) (Аляска)
- A. g. wosnesenskii (Ménétriés, 1855) (Сибір)
- A. g. rustica (Edwards, 1865) (Колорадо)
- A. g. aquilina (Staudinger, 1901) (Сибір)
- A. g. megalo (McDunnough, 1927) (Британська Колумбія)
- A. g. bryanti (Leussler, 1935) (Аляска, Північно-Західні території)
- A. g. lacustris (Freeman, 1939) (Манітоба)
- A. g. centrohelvetica Rezbanyai-Reser, 1981 (Швейцарія)
- A. g. punctatus Austin, 1998 (Аризона)
- A. g. cassiope Emmel & Emmel, 1998 (Каліфорнія)
- A. g. kelsoni Emmel & Emmel, 1998 (Каліфорнія)
- A. g. ustjuzhanini Yakivlev & Churkin, 2003 (Монголія)
- A. g. saluki Churkin, 2005
- A. g. brutus Churkin, 2005 (східні гори Саян)
- A. g. rubini Churkin, 2005 (Східний Казахстан)
- A. g. batchimeg Churkin, 2005 (Монголія)
- A. g. labrador Schmidt, Scott & Kondla, 2006 (Лабрадор, Ньюфаундленд)